# مارکو رودریگز (بازیگر)
 آرون لوستیگ (به انگلیسی: Marco Rodríguez) (زاده ۱۰ ژوئیهٔ ۱۹۵۳) بازیگرآمریکایی است.
از فیلم‌های معروف او می‌توان به بازی در فیلم موعد مقرر و ال چیکانو اشاره کرد.